# Magdalena Tul
Magdalena Ewa Tul (Danzica, 29 aprile 1980) è una cantante polacca.
Ha incominciato la carriera artistica come cantante e attrice in musical teatrali.
Il 14 febbraio 2011 è stata scelta per rappresentare la Polonia all'Eurovision Song Contest 2011 a Düsseldorf in Germania con il brano Jestem ("Sono"). Il pezzo è stato presentato durante la prima semifinale del 10 maggio arrivando al diciannovesimo posto con solo 18 punti e non riuscendo di conseguenza a raggiungere la finale.